# Pivot Stickfigure Animator
Pivot Animator （旧称Pivot Stickfigure Animator，简称Pivot）是一个免费的应用程序，在Windows上，这个程序能让用户制作火柴人动画且保存为GIF来用于网页上。同时也能用一些其它软件转换成视频，比如Windows Movie Maker。

## 发展[1]

### 首個版本
这个版本有很多漏洞，与大多数的第一代程序一样，这个版本的Pivot只有默认的火柴人形状。制作的动画能保存为 .PIV格式 (Pivot专用)或是.GIF。用户也只能进行基本操作。

### Pivot 2.2
第二代的Pivot加入了一个重要的功能：线条人物编辑器。用户能制作各种各样的人物，并保存为.STK格式。这让用户能在Pivot里使用更多的人物类型。同时还修正了一些漏洞。还会在用户关闭时提示保存。

### Pivot 2.2.5
在这个版本， Pivot使用了 Windows Installer，让程序能够正确地安装。且加入覆盖文件时会出现提示信息。

### Pivot 2.2.6
修正了一些小漏洞，优化了安装界面

### Pivot 2.2.7
2012年11月6日，Peter Bone发布了 版本2.2.7。他说这与以前的版本没什么不同

### Pivot 3.1 Beta
新增更多功能 並且強化介面
預設火柴人的模樣改為經典實心版
讓人更容易編輯動畫

## 界面
Pivot4.1.9Beta的界面可以被分为五个区。

### 顶部菜单

#### 文件
这里的“文件”按钮提供新建动画项目，打开、保存与导出动画，以及加载人物类型，设置背景，导入一张图片作为人物类型的选项。
保存动画都是.piv格式，导出动画可以使.gif格式，.mp4格式，还可以导出所有的帧，每一帧为一幅图片。
需要注意的是设置背景会改变每一帧的背景。

#### 编辑
“编辑”按钮里的是重做与撤销两个选项

#### 帮助
“帮助”按钮里的是提示信息

### 帧操作区
在帧操作区，你可以通过点击各个帧来编辑帧。左键点击后可以编辑原有的帧并按下一帧保存，右键点击的操作包括复制与删除等。框架后的数字代表的是第几帧。
如果不小心点击了上面的帧而不需要进行操作，请点击最后一帧并按下“添加帧”，否则直接编辑最后一帧会丢失最后一帧的内容。
在左边，还有一个重复控件，里面的数字决定在播放动画时的重复次数。如为1便是动画播放一次，2便是播放一次后再播放一次。

### 主操作区
在主操作区，你可以操作各种人物并保存为一帧。
点击人物，人物的各个支点将从蓝色变为红色和橙色。红色支点用来调整人物的动作，橙色支点用来调整人物的位置。
此版本下的主操作区可以左键点击并拖动来同时选择几个人物，这些人物的支点将同时亮起，移动其中某个人物时将同时移动所有选定的人物。
当设置好人物以后，点击“添加帧”，这一帧的画面就会被保存。而继续编辑时，主操作区会留下上一阵画面的阴影，辅助完成动作的编辑。

### 播放设置区
播放设置区有两个按钮：“玩”和“停止”。对应英文的“Play”与“Stop”。
在某些汉化版本中的翻译为“播放”与“停止”。

按下“玩”，动画就会开始播放，按下“停止”则可以停止播放。在旁边的滚动条可以调整帧率。最低为7，最高为33。
如果点击循环按钮，那么动画将一直播放下去直到按下“停止”，无视帧操作区的“重复”。

### 人物操作区
这里提供人物的各种操作。编辑好人物以后可以点击"添加图"来新增一个人物。
以下是各个按钮的说明（从左往右）：
- 删除：删除当前人物
- 编辑：编辑当前人物
- 居中：使人物移动到画面中心
- 翻转：使人物以橙色支点的竖直线为轴翻转。
- 前景/背景：使人物上移一层或下移一层。
- 色彩：调整人物的色彩。
- 添加：添加一个新人物，但是区别于上面的”添加图“，这个按钮添加的人物会出现在当前人物的右下角。

另外，人物操作区的滚动栏可以调整透明度，下面的框可以调整人物的比例。

### 人物编辑器
人物编辑器的翻译是”棒图生成器“。人物编辑器的作用时编辑人物本身，并可以保存为.stk的人物类型文件。